# Ética animal
Ética animal é um termo usado no mundo acadêmico para descrever o estudo das relações entre humanos e outros animais. É também descrito como um subcampo interdisciplinar dentro da ética, área da filosofia, onde se propõe uma reflexão crítica que examina as responsabilidades morais dos seres humanos em relação aos animais não humanos, fundamentando teoricamente como deveríamos agir quando isso afeta os animais de outras espécies.
A área inclui discussões sobre os direitos dos animais, bem-estar animal, especismo, cognição animal, sofrimento dos animais selvagens, o conceito de senciência e de personalidade animal, excepcionalismo humano, a história do uso de animais e as teorias éticas e da justiça.

## Nomes notáveis na Ética Animal
Diversos pensadores, ao longo da história, contribuíram significativamente para os debates em ética animal, o que se tornou notório a partir dos anos 70, quando ativistas e filósofos começaram a trazer questionamentos da relação exploratória dos humanos diante dos animais, apresentando argumentos para que esta prática fosse reduzida ou encerrada. O pioneiro Grupo de Oxford, ou Vegetarianos de Oxford, foi o primeiro a conseguir inserir o debate contra a exploração animal na academia, o que posteriormente expos o tema para o grande público.
Nomes como Peter Singer, Tom Regan, Gary L. Francione, James Rachels, Andrew Linzey, Martha Nussbaum, Bernard E. Rollin, Robert Garner, David Sztybel, David Pearce, Mark Bekoff, Christine Korsgaard, Elisa Aaltola, Oscar Horta, Sue Donaldson, Will Kymlicka, Yves Bonnardel, entre outros, se destacaram como referências na ética animal, contribuindo significativamente para o desenvolvimento dessa área. Tais pesquisadores resgataram também o trabalho de Humphry Primatt, Jeremy Bentham, J. Howard Moore e Mary Anne Warren, que publicaram ideias fundamentais contra a exploração animal.
Já no século XXI, novos teóricos surgiram e têm contribuído nesta área, como Jacy Reese Anthis, Alasdair Cochrane, Brian Tomasik, Tobias Baumann, Catia Faria, Daniel Dorado e outros, revisando as ideias originais, aprimorando a ideia de antiespecismo e fortalecendo a base moral diante dos animais, colocando a como centrada na senciência e não mais com viés antropocêntrico, além disso, alguns destes autores incluem o debate sobre riscos de sofrimento (s-risks) e longoprazismo.

## Brasileiros especialistas em Ética Animal
Filósofos morais brasileiros notáveis na área da Ética Animal são Luciano Carlos Cunha, Carlos Naconecy, Sônia Teresinha Felipe, Daniela Rosendo, Ivo Luciano Rodrigues, Gabriel Garmendia Trindade e Maria Alice da Silva.